# László Szabó (ur. 1946)
László Szabó (ur. 7 sierpnia 1946 w Kecskemécie) – węgierski zapaśnik walczący w stylu wolnym. Olimpijczyk z Monachium 1972, gdzie zajął trzynaste miejsce w kategorii 62 kg.
Piąty na mistrzostwach Europy w 1973 roku.
- Turniej w Monachium 1972

Wygrał z Eliseo Salugtą z Filipin, a przegrał z Jormą Liimatainenem z Finlandii i Iwanem Krystewem z Bułgarii.